# Власівка (Довжанський район)
Вла́сівка (до 1951 року — хутір Власівка) — село в Україні, у Сорокинській міській громаді Довжанського району Луганської області. З 2014 року є тимчасово окупованим. Населення становить 1833 особи.

## Географія
Географічні координати Власівки: 48°16' пн. ш. 39°52' сх. д. Часовий пояс — UTC+2. Загальна площа села — 5,793 км². Довжина Власівки з півночі на південь — 1,8 км, зі сходу на захід — 8 км.
Село розташоване у східній частині Донбасу за 12 км від адміністративного центру громади — міста  Сорокине. Через село протікає річка Велика Кам'янка.

## Історія
На території Верхньогарасимівської сільської ради люди жили ще в давнину. Біля Власівки знайдено кочівницькі кам'яні баби бронзової доби.
12 червня 2020 року, відповідно до Розпорядження Кабінету Міністрів України № 717-р «Про визначення адміністративних центрів та затвердження територій територіальних громад Луганської області», увійшло до складу Сорокинської міської громади.
17 липня 2020 року, в результаті адміністративно-територіальної реформи та ліквідації  Сорокинського району, увійшло до складу новоутвореного Довжанського району.

## Населення
За даними перепису 2001 року населення села становило 1833 особи, з них 4,69% зазначили рідною мову українську, 94,49% — російську, а 0,82% — іншу.

## Соціальна сфера
У селі працюють ЗОШ I-III ступенів, амбулаторія, ясла-садок, клуб, бібліотека.

## Економіка
У Власівці знаходиться сільськогосподарська фірма «Агроукрптаха», яка спеціалізується на виробництві м'яса птиці. Також у селі діють торгові точки та перукарня.